# Quietdrive
Quietdrive é uma banda de pop punk estadunidense formada em Minneapolis, Minnesota em 2002. Quietdrive lançou seu primeiro álbum de estúdio, chamado When All That's Left Is You, em 30 de maio de 2006 pela Epic Records. Já em abril de 2008, Quietdrive deixou a Epic Records e lançou seu novo álbum, intitulado Deliverance, em 14 de outubro de 2008 com a Militia Group.

## História
Quando estavam no ensino fundamental, Brandon Lanier começou a dizer para Droo Hastings que ele era um grande baterista e que eles deviam começar uma banda junto com seu amigo Justin Bonhiver. Inicialmente a banda era apenas um trio com Hastings como vocalista e também no baixo, Lanier na bateria e Bonhiver na guitarra. A banda então começou a procurar um outro vocalista pela internet. Kevin Truckenmiller entrou na banda após mostrar seu trabalho solo, uma versão antiga da canção Both Ways. Matt Kirby começou a estudar na Saint John's University junto com Truckenmiller. A banda então decidiu encarar com seriedade a música e formou a banda surgiu oficialmente em 2002 com o nome de "Sneaker 2 Bombs," uma banda hardcore que tocava em shows locais em Minneapolis.
Quietdrive começou a tocar no THE GARAGE, um centro de música em Burnsville, Minnesota. A banda começou a tocar por toda a Minneapolis atraindo a atenção de jovens nas cidades do subúrbio. Eles tocaram também na Van’s Warped Tour de 2004. Então, um observador da Epic Records (uma gravadora parceira da Sony BMG) entrou em contato com a banda em 2004. Eles então, após muita discussão, acertaram com a gravadora Epic em dezembro do mesmo ano. Em 2008 eles tocaram no Schwans USA CUP em Blaine, MN.
When All That's Left Is You é o primeiro álbum de estúdio da banda Quietdrive', produzido, gerenciado e mixado por Matt Kirkwold e James Harley da World Record Productions com a ajuda de Chris Lord-Alge e Mark Endert, e foi lançado em maio de 2006. O primeiro single foi "Rise from the Ashes" e também faz parte da trilha sonora do jogo da Electronic Arts', NHL 07. Em 2006 lançou um cover da Cyndi Lauper da canção "Time After Time" que passou a tocar em todas as rádios. A música também fez parte da campanha da WNBA "Have You Seen Her?" ("Você ja viu ela?"). A música fez algum sucesso chegando a posição n° 23 no American Top 40. Essa canção também está na trilha sonora do filme de 2006, John Tucker Must Die.
Após o lançamento do CD em 2007, a banda saiu em turnê pelos Estados Unidos que inclusive resultou em que Xbox Live lhes concedesse, em janeiro de 2007, o título de "Artist of the Month". Quietdrive, junto com os produtores Kirkwold e Harley, lançou o single "Pretend" pela AbsolutePunk.net no começo de 2007, como uma prévia para os fãs. Apesar do sucesso conquistado com a gravadora Epic, em abril de 2008 eles cancelaram seu contrato com a Epic Records citando como justificativa a falta de controle deles sobre sua carreira.
Quietdrive lançou seu segundo álbum de estúdio chamado Deliverance em 14 de outubro de 2008 e então saíram em uma turnê de divulgação pelos EUA, Reino Unido e no Japão.

## Integrantes
- Kevin Truckenmiller: vocal, guitarra, violino e baixo
- Matt Kirby: guitarra, vocal
- Justin Bonhiver: guitarra
- Droo Hastings: baixo
- Brandon Lanier: bateria

## Discografia

### Álbums/EPs
| Data de lançamento     | Título                           | Gravadora         | Posição na Billboard                       |
| 2002                   | Demo                             | Independente      |                                            |
| 30 de novembro de 2003 | Leaving Dramatics                | Independente      |                                            |
| 4 de agosto de 2004    | Quietdrive (EP)                  | Epic Records      |                                            |
| 27 de setembro de 2005 | Fall from the Ceiling            | Epic Records      |                                            |
| 27 de março de 2006    | Griffin Belzer (EP)              | Epic Records      |                                            |
| 30 de maio de 2006     | When All That's Left Is You      | Epic Records      | #29 Heatseekers                            |
| 14 de outubro de 2008  | Deliverance                      | The Militia Group | #1 Alternative New Artist e #6 Heatseakers |
| 13 de outubro de 2009  | Close Your Eyes (EP)             | Independente      |                                            |
| 14 de outubro de 2010  | Quietdrive (álbum)               | Independente      |                                            |
| 28 de dezembro de 2011 | Your Record / Our Spin           | Independente      |                                            |
| 24 de abril de 2012    | Up or Down                       | Independente      |                                            |
| 16 de dezembro de 2014 | The Ghost of What You Used to Be | Independente      |                                            |

### Singles
| Ano  | Título                     | Posição nas paradas | Posição nas paradas | Posição nas paradas | Posição nas paradas | Posição nas paradas | Álbum                       |
| Ano  | Título                     | Billboard Hot 100   | EUA Pop 100         | EUA Digital Songs   | American Top 40     | Nova Zelândia       | Álbum                       |
| ---- | -------------------------- | ------------------- | ------------------- | ------------------- | ------------------- | ------------------- | --------------------------- |
| 2006 | "Rise from the Ashes"      |                     |                     |                     |                     |                     | When All That's Left Is You |
| 2007 | "Time After Time"          | 102                 | 57                  | 73                  | 25                  | 35                  | When All That's Left Is You |
| 2008 | "Deliverance"              |                     |                     |                     |                     |                     | Deliverance                 |
| 2009 | "Jessica"                  |                     |                     |                     |                     |                     | Close Your Eyes             |
| 2010 | "Way Out"                  |                     |                     |                     |                     |                     | Quietdrive                  |
| 2010 | "Fading Light"             |                     |                     |                     |                     |                     | Quietdrive                  |
| 2012 | "Until The End" (acústico) |                     |                     |                     |                     |                     | Quietdrive                  |
| 2013 | "Even When I'm Gone"       |                     |                     |                     |                     |                     |                             |

### Videoclipes
- "Rise from the Ashes" (2006), de When All That's Left Is You;
- "Jessica" (2009), de Close Your Eyes; EP